# Aiello (Castel San Giorgio)
Aiello è una delle 11 frazioni del comune di Castel San Giorgio, in provincia di Salerno.

## Geografia fisica
L'abitato si colloca nella parte nord del territorio comunale, ai piedi del Monte San Michele. 
La frazione è urbanisticamente connessa a Campomanfoli, altra frazione del medesimo comune ed anticamente i due casali di Aiello e Campomanfoli condividevano i medesimi luoghi di culto, le chiese del Santissimo Salvatore e della Madonna di Costantinopoli.
Lo sviluppo urbano e l'estensione abitativa degli ultimi decenni ha reso ormai le due frazioni di Aiello e Campomanfoli un tutt'uno. Le due frazioni condividono la scuola elementare "Vincenzo Sarno" nonché i luoghi di svago e il Centro Sociale Parrocchiale.
Lo sviluppo urbano ha reso Aiello e Campomanfoli in una situazione pregevole al centro di tre grandi comuni come Siano, Castel San Giorgio e Mercato San Severino; tutti raggiungibili facilmente con una nuova struttura stradale. 
Le due frazioni condividono anche i colori della squadra di calcio locale, la u.s. Costantinopoli.
La piazza centrale di Aiello è arricchita da sette alberi secolari la cui fronde si estendono al di sopra dell'abitato coinvolgendolo in una incantevole cornice verde.

## Storia
Secondo la leggenda si ritiene che Aiello sia stato fondato nel 1500 a.C. dagli Osci.  Il toponimo Agella compare per la prima volta, in un documento dell'anno 1196 presso il Santuario di Materdomini, riportato dallo storico Michele De' Santi nel libro del 1909: Il Mil. Gugl. Budetto qm Bartolomeo largisce tre terre nelle vicinanze di San Giorgio, cioè una a CAPPELLA, confinante coi beni di Giov. de Angelo e Giov. de Guidone; altra ad AGELLO, confinante coi beni degli stessi signori e di Roberto de Barone, ed altra ad CAMPUM MANFOLI, limitrofa alle terre del medesimo de Guidone e di Pietro de Umfrido. Nel medioevo i luoghi denominati AGELLA erano sparsi in tutta la provincia, spesso viene confuso con Agella esistente a Nocera e S.Egidio Montalbino. Gli abitanti di Aiello sono soprannominati cipollari (o cepari, da Allium Cepa, cipolla in latino), tant'è che proprio la pianta erbacea utilizzata a condimento è raffigurata nello stemma della frazione.

## Società

### Tradizioni e folclore
Insieme alla contigua frazione di Campomanfoli, si tiene il tradizionale Volo degli Angeli in occasione della Festa della Madonna di Costantinopoli, il martedì dopo la Pentecoste.
Due giovani locali, generalmente di sesso femminile, con vestiti tradizionali e con un mazzo di fiori in mano, assicurate intorno alla vita da un busto che va agganciato ad un fune, vengono sollevate per circa 20 metri nella piazza antistante la chiesa ed innalzano un canto in onore di Maria di Costantinopoli (Una luce insolita...). L'Inno, intervallato dalla melodia della banda musicale, termina con la preghiera e con il lancio dei fiori. Tra gli applausi della gente festante i due angeli vengono riportati al suolo mentre la banda musicale intona le note del Piave. Il volo viene ripetuto alle 22.30.
Durante la giornata della festa è tradizione rispettare il divieto assoluto di mangiare carne, come vuole una bolla arcivescovile della metà dell'Ottocento. Pertanto, in detta giornata, le massaie di Aiello si dilettano a preparare pietanze tipiche e tradizionali, come le polpette al baccalà, le sarde sott'olio, le alici fritte inpanate con le uova.
L'ultima settimana di giugno si ripete ormai ogni anno la Sagra del baccalà.
Tra le altre tradizioni vanno ricordate la festa in onore della Madonna delle Grazie, la prima settimana di luglio, ove si svolge il tradizionale gioco della pignatta e che negli ultimi anni ha visto il nascere una vera e propria festa rionale, con degustazioni di cibi e bevande la festa presso la chiesa del Santissimo Salvatore che si svolge ogni anno agli inizi di agosto.